# 哈菲祖尔·哈金
哈菲祖尔·哈金（Hafizul Hakim，1993年3月30日—），是一名马来西亚职业足球员，司职门将。目前效力马来西亚M3足球联赛俱乐部哈里尼，曾代表马来西亚国家足球队。

## 俱乐部生涯

### 青年队
哈菲祖尔职业生涯开始于霹雳 的青训队，在2013年他被霹雳提拔至霹雳 U21。2013年末哈菲祖尔加入了马来西亚幼虎B队，在2014年他回到了霹雳U21。

### 马六甲联
2015年哈菲祖尔与马六甲联签下了为期一年的合约，并随着队伍升级至马来西亚首要足球联赛，于2015年8月24日最后一场马首联赛对阵少年战士代表俱乐部首发。

### 霹雳
2015年12月哈菲祖尔宣布回归母会霹雳，哈菲祖尔于2016年2月14日在马来西亚超级足球联赛中首次代表霹雳首发，完全顶级联赛首秀。由于莫德·扎米尔·沙拉末受伤，所以2016年基本所有比赛都有哈菲祖尔打首发。
2018年赛季哈菲祖尔被霹雳命任为副队长。

## 国家生涯
2016年8月25日哈菲祖尔首次获得马来西亚国家足球队征召，进入该季度国际友谊赛的23人大名单，不过他未能代表国家上场首发。同年哈菲祖尔入选2016年东南亚足球锦标赛23人名单，但他只是第三门将依旧未能完成国家首秀。
2017年8月29日哈菲祖尔在国际友谊赛马来西亚国家队对缅甸国家足球队中首次代表马来西亚国家队上场首发，完成国家队首秀，该场比赛马来西亚以1比0击败缅甸。
2017年9月5日哈菲祖尔在2019年亞足聯亞洲盃外圍賽小组赛中代表马来西亚对阵香港上场首发，这是哈菲祖尔首次代表国家队参加正式比赛，该场比赛最终以1比1战平。